# Municipio Isidro Fabela
Koordinaten: 19° 33′ 36″ N, 99° 25′ 12″ W
Isidro Fabela ist ein Municipio im mexikanischen Bundesstaat México. Es gehört zur Zona Metropolitana del Valle de México, der Metropolregion um Mexiko-Stadt. Der Sitz der Gemeinde sowie ihr größter Ort ist Tlazala de Fabela; weitere größere Orte sind Colonia Palma, Ejido Palma und Ejido Miraflores. Der Name des Municipios bezieht sich auf den mexikanischen Juristen und Schriftsteller Isidro Fabela.
Die Gemeinde hatte im Jahr 2010 10.308 Einwohner, ihre Fläche beträgt 76 km².

## Geographie
Isidro Fabela liegt im Zentrum des Bundesstaates México, etwa 20 km nordwestlich von Mexiko-Stadt, auf 2500 bis 3600 m Höhe.
Das Municipio grenzt an die Municipios Nicolás Romero, Atizapán de Zaragoza, Jilotzongo, Otzolotepec und Temoaya.